# Rhynchospora schottmuelleri
Rhynchospora schottmuelleri là loài thực vật có hoa trong họ Cói. Loài này được Boeckeler miêu tả khoa học đầu tiên năm 1882.